# Bataille de Montorgueil
Guerre de Vendée
Batailles
La bataille du Montorgueil se déroule le 24 décembre 1795 lors de la guerre de Vendée.

## Prélude
Début décembre 1795, Charette établit son camp à Montorgueil, près du Poiré-sur-Vie. Le 8 décembre, il prend le temps d'écrire à Louis XVIII pour déplorer le fait que le comte d'Artois ne l'aie pas reconnu comme généralissime de l'Armée catholique et royale,.

## Déroulement
Le 24 décembre 1795, au village de Montorgueil, le général Charette donne l'ordre à Pierre-Suzanne Lucas de La Championnière de tendre une embuscade à un convoi républicain sur la lande entre Belleville-sur-Vie et Les Lucs-sur-Boulogne,. Selon le récit laissé par Lucas de La Championnière dans ses mémoires, les Vendéens restent longtemps embusqués et le convoi apparaît au moment où ces derniers, lassés, commençaient à se retirer. L'effet de surprise est manqué, mais les Vendéens se jettent sur le détachement patriote qui prend rapidement la fuite. Seuls quelques traînards sont tués. Cependant le chef de division François Pajot gagne à ce moment le champ de bataille et se rue à l'assaut mais il reçoit un coup mortel dans le bas-ventre,,.